# Marco Chiudinelli
Marco Chiudinelli (Basileia, Suíça, 10 de setembro de 1981) é um tenista profissional suíço, da mesma geração de Roger Federer. 
Em 2009, entrou pela primeira vez para a lista dos top 100 da ATP. Mas o seu mais alto ranking de simples é o de n° 52, no início de 2010. Possui um título ATP nas duplas, conquistado no ATP de Gstaad em 2009, ao lado do compatriota Michael Lammer.
Foi finalista em duplas dos ATPs de Gstaad em 2006 e 2009 e Halle em 2009 e 2014. No final de 2014, levou seu país, que é a Suíça, ao título da Copa Davis, junto com Roger Federer, Stanislas Wawrinka e Michael Lammer ao derrotar a França na decisão por 3 a 1.

## Títulos no ATP Tour

### Duplas: 4 (1 título, 3 vices)
| Legenda                           |
| --------------------------------- |
| Grand Slam (0–0)                  |
| ATP World Tour Finals (0–0)       |
| ATP World Tour Masters 1000 (0–0) |
| ATP World Tour 500 Series (0–0)   |
| ATP World Tour 250 Series (1–3)   |

| Finais por piso |
| --------------- |
| Duro (0–0)      |
| Saibro (1–1)    |
| Grama (0–2)     |
| Carpete (0–0)   |

| Resultado | N. | Data          | Torneio                                   | Piso   | Parceiro             | Oponentes                             | Placar            |
| --------- | -- | ------------- | ----------------------------------------- | ------ | -------------------- | ------------------------------------- | ----------------- |
| Vice      | 1. | 17 Julho 2006 | Allianz Suisse Open Gstaad, Gstaad, Suíça | Saibro | Jean-Claude Scherrer | Jiří Novák Andrei Pavel               | 3–6, 1–6          |
| Vice      | 2. | 13 Julho 2009 | Gerry Weber Open, Halle, Alemanha         | Grama  | Andreas Beck         | Christopher Kas Philipp Kohlschreiber | 3–6, 4–6          |
| Campeão   | 1. | 2 Agosto 2009 | Allianz Suisse Open Gstaad, Gstaad, Suíça | Saibro | Michael Lammer       | Jaroslav Levinský Filip Polášek       | 7–5, 6–3          |
| Vice      | 3. | 15 Junho 2014 | Gerry Weber Open, Halle, Alemanha         | Grama  | Roger Federer        | Andre Begemann Julian Knowle          | 6–1, 5–7, [10–12] |